# Jack Taylor (arbitre)
Pour les articles homonymes, voir Jack Taylor et Taylor.
John Keith Taylor dit Jack Taylor, né le 21 avril 1930 à Wolverhampton et mort le 27 juillet 2012 à Shropshire, était un arbitre anglais de football. Il était boucher à Wolverhampton.

## Carrière
Il a officié dans des compétitions majeures  :
- Coupe d'Angleterre de football 1965-1966 (finale) ;
- Coupe du monde de football de 1970 (1 match) ;
- Coupe des clubs champions européens 1970-1971 (finale) ;
- Coupe du monde de football de 1974 (3 matchs dont la finale).